# Hechthausen
Hechthausen község Németországban, Alsó-Szászországban, a Cuxhaveni járásban. Lakosainak száma 3570 fő (2023. december 31.).